# Chesapeake (pleme)
Chesapeake /od algonkijskog K'che-sepi-ack, =country on a great river, Tooker/ (Ehesepiooc, možda pogreška od Chesepiooc), jedno od plemena algonkijske jezične poodice, koje je bilo u konfederaciji Powhatan. Živjeli su 1608 na području današnjeg okruga Princess Anne ili Norfolk u Virginiji. Njihovo glavno naselje nalazilo se, prema Jeffersonu, na rijeci Linnhaven u okrugu Princess Anne, koja je prema karti utjecala u Chesapeake Bay. Stith kaže da se nalazilo na rijeci koja se sada zove Elizabeth a ulazi u Chesapeake Bay kod Norfolka.
Na Whiteovoj mapi (reprint 1893) označeni su kao Ehesepiooc. Godine 1607. imali su 100 ratnika; oko 350 ukupno. Godine 1699. u potpunosti su nestali kao posebno pleme.

## Vanjske poveznice
- Chesapeake Indians
- Chesapeake Indians Marker  Arhivirana inačica izvorne stranice od 2. prosinca 2011. (Wayback Machine)